# Король ботанів (реаліті-шоу)
Король ботанів (англ. King of the Nerds) — американське реаліті-шоу, спільне виробництво Electus та 5x5 Media. Він був натхненний фільмами "Помста ботанів". Шоу ведуть актори та виконавчі продюсери Роберт Каррадайн і Кертіс Армстронг, відомі за ролями Льюїса Скольника і Дадлі "Бугера" Доусона у "Помсті ботанів", відповідно. 
Прем'єра серіалу відбулася 17 січня 2013 року на каналі TBS. У ньому ботаніки та гіки з різним досвідом та інтересами змагаються у різноманітних випробуваннях за грошовий приз у розмірі 100 000 доларів США та звання "Короля ботаніків". Після трьох сезонів серіал було закрито телеканалом TBS.

## Сюжет
"Король ботанів" слідкує за учасниками, які змагаються у серії інтелектуальних випробувань, щоб виграти приз у розмірі $100 000. Шоу використовує формат прогресивного вибування. Спочатку учасники розділені на дві команди. У кожному епізоді учасники змагаються у командному конкурсі під назвою "Війна ботаніків". Переможці "Війни ботаніків" отримують імунітет від вильоту і, як правило, отримують винагороду за перемогу. Потім два гравці з команди, що програла, обираються для участі в очному поєдинку, який називається "Nerd-Off"; один гравець обирається голосуванням команди, що програла, а інший — голосуванням команди, що виграла. Той, хто програв Nerd-Off, вибуває зі змагання. Після досягнення передостаннього епізоду команди офіційно розпускаються.
Протягом перших двох сезонів серіал використовував різні формати фіналів. У першому сезоні вибулі учасники поверталися в журі, щоб проголосувати за переможця конкурсу. Однак, у відповідь на суперечки щодо використання того, що фанати вважають "конкурсом популярності", переможці, починаючи з другого сезону, визначалися за допомогою випробувань, а не голосуванням журі (при цьому вибулі гравці підтримували обраного ними фіналіста у фінальному випробуванні).

## Розробка та виробництво
Концепція реаліті-шоу за мотивами "Помсти ботанів" була вперше запропонована Кертісом Армстронгом та Робертом Каррадайном у середині 2000-х. Однак, ідея не набула значної популярності в той час, оскільки на той час існувала реаліті-шоу "Красуня та ботан". За словами Армстронга, мережі вважали, що наявність "двох ботанічних шоу заважатиме ринку". Після того, як минуло приблизно шість років, Армстронг та Каррадайн вирішили запропонувати ідею ще раз, на що отримали швидку реакцію. Після успіху в рейтингах завдяки синдикованим повторам, TBS дав зелене світло "Королю ботанів" у березні 2012 року, своєму першому за сім років конкурсному серіалу без сценарію.  Шоу було задумане як супровідний серіал до нещодавно придбаної каналом програми "Теорія великого вибуху". Перший сезон знімався в кампусі коледжу Амбасадор у Пасадені, штат Каліфорнія. Для просування нового серіалу конкурсантка Селеста Андерсон з'явилася в епізоді "Конана", що вийшов 12 лютого 2013 року.
TBS замовив другий сезон "Короля ботанів" у лютому 2013 року. Його знімали в Західному коледжі в Лос-Анджелесі, штат Каліфорнія, після того, як продюсери не змогли зберегти місце зйомок з минулого року. Прем'єра другого сезону відбулася 23 січня 2014 року. Попередній кастинг для потенційного третього сезону розпочався у квітні 2014 року. У червні 2014 року TBS офіційно оголосив про продовження шоу. Зйомки, які знову відбувалися в Оксидентальному коледжі, розпочалися наприкінці липня 2014 року і завершилися на початку серпня. У рамках промоції сезону TBS у партнерстві з Twitch організував допрем'єрний показ першого епізоду сезону та чат-сесію з ведучими Армстронгом і Каррадайном 16 січня 2015 року, що стало першою подією, яку Twitch показав у прямому ефірі. Прем'єра 3-го сезону відбулася 23 січня 2015 року.
4 вересня 2015 року Армстронг оголосив, що шоу не повернеться на четвертий сезон, опублікувавши відповідне повідомлення у Твіттері. Скасування шоу пов'язане з проєктом ребрендингу Turner Broadcasting System для TBS і пов'язаними з цим змінами в комедійних програмах каналу.